# Campylium chrysophyllum
Campylium chrysophyllum là một loài Rêu trong họ Amblystegiaceae. Loài này được (Brid.) Lange mô tả khoa học đầu tiên năm 1887.